# Летово (муниципальный округ Егорьевск)
Ле́тово — деревня в муниципальном округе Егорьевск Московской области России.

## География
Рядом с деревней протекает речка (сейчас скорее ручей) Летовка.

## История
Название произошло, вероятно, от живших тут балтских поселенцев. Первые упоминания относятся к XVII веку. В старину деревня называлась Летва. Впоследствии Летва стала именоваться Летово. До начала XX века в деревне была православная часовня. До 1960 года Летово — центр Летовского сельсовета.
В деревне Летово осталось около 25 домов. Раньше в деревне была школа, библиотека, два магазина. До деревни идёт асфальтированная дорога.
Входила в городское поселение Рязановский.

## Демография
Население — 8 человек (2010).
| 1868 | 1885 | 1905 | 1926 | 2002 | 2006 | 2010 |
| ---- | ---- | ---- | ---- | ---- | ---- | ---- |
| 101  | ↗212 | ↗283 | ↗388 | ↘4   | ↘1   | ↗8   |